# Орловка (Луганская область)
Орловка (укр. Орлівка) — село, относится к Старобельскому району Луганской области Украины.
Население по переписи 2001 года составляло 71 человек. Почтовый индекс — 92755. Телефонный код — 6461. Занимает площадь 0,341 км². Код КОАТУУ — 4425183505.

## Местный совет
92755, Луганська обл., Старобільський р-н, с. Малохатка, вул. Леніна, 20  (укр.)

## Известные уроженцы
Фисенко, Владимир Акимович (1923—1945) — полный кавалер ордена Славы.